# Бардаки, Иван Григорьевич
Иван Григорьевич Бардаки (Бардака) (1762—1821) — генерал-майор, директор Черноморского штурманского училища.

## Биография
Уроженец Греции, начальное образование получил в тосканском училище, учреждённом в 1774 году графом А. Г. Орловым, откуда был переведён в Петербург и определён в Корпус чужестранных единоверцев. Выпущенный в 1780 году прапорщиком армии, и награждённый за успешное изучение морских наук медалью, Бардака был командирован в Херсон, в распоряжение генерал-поручика И. А. Ганнибала, и определён в черноморский флот мичманом. В 1787 году был произведён в лейтенанты, и принял в командование шхуну «Измаил».
На этой шхуне, посланный в Константинополь, Бардака был арестован со всем экипажем, но «гоним будучи Портою, тайным образом уехал на купеческом судне в Ливорно», откуда берегом возвратился в Севастополь. В 1788 году, состоя флаг-офицером при контр-адмирале М. И. Войновиче, Бардака участвовал в сражении с турецким флотом при острове Фидониси, а в следующем году сопровождал от Севастополя к Очакову девять корсарских транспортных судов, командуя при этом 13-ю вооруженными судами, для поиска неприятеля. На пути сжёг 5 неприятельских судов, и, высадив десант на румелийский берег, сжёг город Констанция и находившийся там в запасных магазинах провиант.
За эти подвиги Бардака был награждён орденом Св. Владимира 4-й степени. Военная кампания 1790 года доставила ему новые случаи для отличия: он участвовал в сражении с турецким флотом у Гаджибея; командуя лансоном, был в военных действиях гребной флотилии на Дунае, при овладении сулинскими укреплениями, причём взял в плен 4 канонерские лодки, а при занятии Тульчи сжёг 2 лансона и взял в плен канонерскую лодку; при штурме Измаила пустил ко дну 3 неприятельские судна и прогнал неприятеля с одного из бастионов. За все эти подвиги награждён орденом Св. Георгия 4-го класса и чином капитан-лейтенанта.
В 1791 году, находясь в должности флаг-капитана при вице-адмирале О. де Рибасе, Бардака участвовал при атаке и взятии укрепления против Браилова и в наведении чрез Дунай моста для перехода всей действующей армии на неприятельский берег, за что был награждён золотой шпагой с надписью «За храбрость». Затем участвовал в экспедиции строения южных крепостей, города и порта Одессы, и заведовал постройкою в Киевском наместничестве канонерских лодок.
В 1800 году, в чине капитана 1-го ранга, он, командуя новопостроенным кораблем «Мария Магдалина Вторая», провёл его чрез днепровские гирла из Херсона в Николаев, вооружив при Глубокой пристани, и получил письменное благоволение императора. В 1801—1804 годах, в чине уже генерал-майора морского ведомства, Бардака находился капитаном над севастопольским портом, и по день кончины — директором Черноморского штурманского училища.
Умер 26 ноября (8 декабря) 1821 года.

## Семья
дочь — Елизавета Ивановна Бардаки (? — после 1856)
внуки
- Попандопуло Иван Григорьевич (1823—1891), вице-адмирал
- Попандопуло Александр Григорьевич (1836—8 апреля 1913), контр-адмирал

## Награды
- орден Святого Владимира 4-й степени (04.09.1789)
- орден Святого Георгия 4-го класса (1790)
- золотая шпага «За храбрость» (1791)